# Benjamin Fondane
Benjamin Fondane, precedentemente Benjamin Fundoianu, nato Benjamin Wechsler (Iași, 14 novembre 1898 – Auschwitz, 2 ottobre 1944), è stato un filosofo e scrittore rumeno naturalizzato francese,  di origine ebraica, vittima dell'Olocausto.

## Biografia
Appartenente ad un'importante famiglia di intellettuali ebrei, di origine tedesca, cambia il suo originario cognome Wechsler (scritto anche Wexler or Vecsler) in quello di Fundoianu, nome del territorio di provenienza e dalla fusione dei nomi del nonno materno con quello del nonno paterno. Si trasferisce a Parigi nel 1923 ove continua la sua attività di scrittore e pensatore. Diviene amico di Šestov e si appassiona alla filosofia. Oltre al pensiero di Šestov studia l'opera dei massimi filosofi occidentali tra cui Nietzsche e Heidegger.
In seguito si impegna nella formulazione di un pensiero che fosse il superamento del razionalismo occidentale. 
Durante gli anni trenta, Fondane si trova al centro della vita intellettuale francese ed anche europea. Per il polemista Fondane, il pensiero si definisce come una lotta, come anche per Šestov, che reputava che la filosofia non fosse conoscenza ma una lotta accanita contro la morte per la libertà. È in questo spirito che egli suscita un dibattito nel 1936 sull'interpretazione di Kierkegaard in Francia. Egli punta più in particolare a Denis de Rougemont, a Rachel Bespaloff, così come a Jean Wahl.
Nel marzo del 1944 viene arrestato dalla polizia di Vichy; i suoi amici (principalmente Emil Cioran che si recò di persona al commissariato con un importante redattore della Gallimard) riescono a ottenere la sua liberazione, ma Fondane non vuole abbandonare sua sorella Line. Viene allora deportato dapprima al campo di internamento di Drancy, poi ad Auschwitz il 30 marzo, dove muore il 2 ottobre, ucciso nelle camere a gas di Birkenau.
Il suo nome resta legato soprattutto ad un trattato di estetica dal curioso titolo, Faux Traité d'esthétique. Essai sur la crise de réalité, pubblicato nel 1938.

## Il pensiero
(da Ann van Sevenant, Il filosofo dei poeti: l'estetica di Benjamin Fondane, Mimesis, 1994)
Il suo pensiero è centrato sulla necessità di resistere a tutte quelle teorie elaborate presupponendo il primato della razionalità, le quali propongono un concetto di creazione poetica da cui è espunta, per un processo di purificazione, ogni «realtà» e ogni derivazione fisiologica del prodotto artistico. Il suo programma è riassunto in questa affermazione riferita al Trattato: «Lo studio non affronta nessuna delle questioni serene che nel corso dei secoli ci hanno proposto gli estetologi»
Rimprovera alla tradizione occidentale il progetto di «intellettualizzare» la poesia facendola divenire un sorta di sottoprodotto della riflessione filosofica.

## Opere
- Rimbaud le voyou, 1933 (Rimbaud, la canaglia e l'esperienza poetica, a cura di Gian Luca Spadoni, Le nubi, Roma, 2007; Rimbaud la canaglia, traduzione di Gian Luca Spadoni, Castelvecchi, Roma, 2014)
- La Conscience malheureuse, Denoël,1936 (La coscienza infelice, cura e traduzione di Luca Orlandini, Aragno, Torino, 2016);
- Faux Traité d'esthétique, Denoël, 1938 (Falso Trattato di estetica. Saggio sulla crisi del reale, cura e traduzione di Luca Orlandini, Mucchi, Modena, 2014; riedizione riveduta e ampliata presso la Nino Aragno Editore, cura e traduzione di Luca Orlandini, Torino, 2020);
- Le Lundi existentiel et le dimanche de l'histoire, in L'Existence, volume collettaneo (a cura di J. Grenier), Gallimard, 1945 (Il lunedì esistenziale e la domenica della storia, introduzione di Michael Finkenthal e Dominique Guedj, traduzione di Alice Gonzi, Morcelliana, Brescia, 2014);
- Baudelaire et l'expérience du gouffre, Seghers, 1947 (Baudelaire e l'esperienza dell'abisso, cura e traduzione di Luca Orlandini, Aragno, Torino, 2013; Baudelaire e l'esperienza dell'abisso, cura e traduzione di Luca Orlandini, nuova edizione rivista e ampliata, Le Lettere, Firenze, 2024);
- Le Mal des fantômes, Plasma, 1980;
- Ulisse, cura, traduzione e studio introduttivo di Annafrancesca Naccarato, Roma, Aracne, 2014;
- Vedute. Poesie 1917-1923, a cura di Giovanni Rotiroti e Irma Carannante, Joker, Novi Ligure, 2014;
- Rencontres avec Léon Chestov, Plasma, Paris, 1982 (In dialogo con Lev Šestov. Conversazioni e carteggio, cura e traduzione di Luca Orlandini, Aragno, Torino, 2017);
- Iudaism și elinism (ed. fr. Benjamin Fondane à la recherche du judaïsme: Entre Jérusalem et Athènes, a cura di M. Jutrin, ed. P. Lethielleux, Paris, 2009); ed. it. Tra Gerusalemme e Atene. Scritti sull'ebraismo, a cura di F. Testa e L. Orlandini, ed. Giuntina, Firenze, 2019;
- Heidegger e Dostoevskij, raccolta scelta di testi, traduzione e cura di Luca Orlandini, Magog Edizioni, Roma, 2022 (di fatto, costituisce la nuova traduzione, rivista, della prima metà de La coscienza infelice di Fondane).

## Studi in italiano
- A. Van Sevenant, Il filosofo dei poeti. L'estetica di Benjamin Fondane, Milano, Mimesis, 1994. ISBN 88-85889-21-2.
- G. Farina, Benjamin Fondane e le gouffre, Roma, Artemide, 2003. ISBN 978-88-86291-96-5
- A. Gonzi (a cura di), Benjamin Fondane, numero monografico dedicato, in "Humanitas", Brescia, Morcelliana, 2/2012, pp. 208. ISBN 978-88-372-2591-9.
- A. Marroni, Benjamin Fondane e l'estetica della sovversione poetica, in «Estetiche dell'eccesso. Quando il sentire estremo diventa 'grande stile'», Macerata, Quodlibet, 2012. ISBN 978-88-7462-456-0.
- L. Orlandini, La vita involontaria. In margine al 'Baudelaire e l'esperienza dell'abisso' di Benjamin Fondane, Aragno, 2014. ISBN 978-88-8419-653-8
- M. Jutrin, Lo Zibaldone di Ulisse. Con Benjamin Fondane al di là della storia (1924-1944), traduzione a cura di Anna Carmen Sorrenti, Milano-Udine, Mimesis Edizioni, 2016. ISBN 978-88-5753-245-5 lo-zibaldone-di-ulisse
- A. Gonzi, M. Jutrin (a cura di), Benjamin Fondane: una voce singolare, atti del convegno internazionale di Arezzo, 9-10 maggio 2014, Milano-Udine, Mimesis Edizioni, 2016. ISBN 978-88-5752-869-4 benjamin-fondane-una-voce-singolare
- Luca Moccafighe, "Nella curva dell'essere. Dalla vita e dal pensiero di Benjamin Fondane". Editore Stampa Alternativa (luglio 2018);
- David Gascoyne, Incontri con Benjamin Fondane, cura e traduzione di Luca Orlandini, Torino, Nino Aragno Editore, 2021.

## Altri scritti
- A. Marroni, rec. a: Faux Traité d'esthétique. Essai sur la crise de réalité, présenté par Ann Van Sevenant, Éditions Paris- Mediterranée 1998, in “Ágalma – Rivista di studi culturali e di estetica” n.1, giugno 2000.
- R. Valle, L'Apocalisse della Noia: Benjamin Fondane e la domenica della storia, in  "Sociologia.Rivista quadrimestrale di Scienze Storiche e Sociali" n. 1/2011.